# Sphecodes clematidis
Sphecodes clematidis är en biart som beskrevs av Robertson 1897. Sphecodes clematidis ingår i släktet blodbin, och familjen vägbin. Inga underarter finns listade i Catalogue of Life.